# Сан-Висенте-де-Лафойнш
Сан-Висенте-де-Лафойнш (порт. São Vicente de Lafões)  —  район (фрегезия) в Португалии,  входит в округ Визеу. Является составной частью муниципалитета  Оливейра-де-Фрадеш. Находится в составе крупной городской агломерации Большое Визеу. По старому административному делению входил в провинцию Бейра-Алта. Входит в экономико-статистический  субрегион Дан-Лафойнш, который входит в Центральный регион. Население составляет 793 человека на 2001 год. Занимает площадь 7,78 км².